# These Days (canção de Foo Fighters)
These Days é uma canção da banda de rock norte-americana Foo Fighters, lançada como quarto single de seu sétimo álbum de estúdio, Wasting Light. Foi escrita por Dave Grohl e co-produzida por Butch Vig. Dave Grohl afirmou que de suas canções, essa é a sua favorita. O videoclipe conta com filmagens dos concertos da turnê de 2011 na Austrália e Nova Zelândia.
Os escritores da Rolling Stone nomearam-o como o quarto melhor single de 2011.

## Posições
| Gráficos (2011-12)                                 | Posições |
| -------------------------------------------------- | -------- |
| Canadian Hot 100 (Billboard)                       | 67       |
| Canadian Alternative Rock (America's Music Charts) | 1        |
| Canadian Active Rock (America's Music Charts)      | 1        |
| U.S. Billboard Bubbling Under Hot 100 Singles      | 22       |
| US Alternative Songs (Billboard)                   | 2        |
| US Hot Mainstream Rock Tracks (Billboard)          | 6        |
| US Rock Songs (Billboard)                          | 2        |